# FC Twente in het seizoen 1984/85
Het seizoen 1984-1985 was het twintigste jaar in het bestaan van de Nederlandse voetbalclub FC Twente. De Tukkers kwamen uit in de Nederlandse Eredivisie en namen deel aan het toernooi om de KNVB beker.

## Verloop
FC Twente was in het voorgaande seizoen 1983/84 gepromoveerd via een tweede plaats in de Eerste divisie.
De trainer was voor het tweede seizoen Fritz Korbach. Zijn eerste assistent was oud-speler en -aanvoerder Epi Drost. Twente draaide een redelijk seizoen waarin het uiteindelijk achtste werd. De start van de competitie was voortvarend, met drie overwinningen op rij. Zowel tegen AFC Ajax (1-1, 4-4) als tegen PSV (0-0, 2-2) werd niet verloren.
In het bekertoernooi werd FC Twente in de derde ronde uitgeschakeld door FC Den Bosch. Na een 2-2 gelijkspel in Enschede won FC Den Bosch de replay met 6-3.

## Selectie
| Naam               | Positie        |
| ------------------ | -------------- |
| Theo Snelders      | Doelverdediger |
| Jeroen Korpershoek | Doelverdediger |
| Martin Koopman     | Verdediger     |
| Fred Rutten        | Verdediger     |
| Jan Pouls          | Verdediger     |
| John Scheve        | Verdediger     |
| Patrick Bosch      | Verdediger     |
| Michael Birkedal   | Middenvelder   |
| André van Benthem  | Middenvelder   |
| Theo ten Caat      | Middenvelder   |

| Naam                  | Positie      |
| --------------------- | ------------ |
| Jan Sørensen          | Aanvaller    |
| Bert-Jan Janssen      | Middenvelder |
| Martien Vreijsen      | Aanvaller    |
| Billy Ashcroft        | Aanvaller    |
| Willy Carbo           | Aanvaller    |
| Manuel Sánchez Torres | Aanvaller    |
| Evert Bleuming        | Aanvaller    |
| René Roord            | Aanvaller    |
| Jerry Cooke           | Aanvaller    |

## Wedstrijdstatistieken

### Eredivisie
| Datum                 | Wedstrijd                   | Uitslag       | Scoreverloop |
| --------------------- | --------------------------- | ------------- | --- |
| zo. 2 september 1984  | FC Twente - Fortuna Sittard | 3 - 2 (1 - 0) | 17' Fred Rutten 1-0, 57' Evert Bleuming 2-0, 61' Jan Sørensen 3-0, 72' Anne Evers 3-1, 74' Arthur Hoyer 3-2                                                                                         |
| wo. 5 september 1984  | AZ'67 - FC Twente           | 1 - 2 (1 - 0) | 41' Pier Tol 1-0, 64' Jan Sørensen 1-1, 85' Bert-Jan Janssen 1-2 |
| wo. 12 september 1984 | FC Twente - Go Ahead Eagles | 4 - 1 (1 - 0) | 45' Willy Carbo 1-0, 47' Manuel Sánchez Torres 2-0, 79' Jan Sørensen 3-0, 87' Peter Brouwer 3-1, 90' Willy Carbo 4-1                                                                                |
| zo. 16 september 1984 | FC Groningen - FC Twente    | 4 - 2 (3 - 1) | 8' Manuel Sánchez Torres 0-1, 12' Eddy Bosman 1-1, 30' Erwin Koeman 2-1, 38' Rob McDonald 3-1, 75' Erwin Koeman 4-1, 89' Willy Carbo 4-2                                                            |
| zo. 23 september 1984 | FC Twente - FC Utrecht      | 0 - 2 (0 - 1) | 43' Michel Beukers 0-1, 53' René van der Linden 0-2 |
| zo. 30 september 1984 | Feyenoord - FC Twente       | 5 - 3 (4 - 2) | 6' Manuel Sánchez Torres 0-1, 14' Peter Houtman 1-1, 17' Michael Birkedal (ed) 2-1, 22' Pétur Pétursson 3-1, 34' Peter Houtman 4-1, 38' Fred Rutten 4-2, 52' Willy Carbo 4-3, 69' Peter Houtman 5-3 |
| zo. 7 oktober 1984    | FC Twente - Roda JC         | 3 - 2 (0 - 0) | 51' Willy Carbo 1-0, 65' René Hofman 1-1, 67' René Hofman 1-2, 72' Manuel Sánchez Torres 2-2, 75' Jan Sørensen 3-2                                                                                  |
| zo. 14 oktober 1984   | Sparta - FC Twente          | 2 - 2 (0 - 2) | 2' Manuel Sánchez Torres 0-1, 44' Willy Carbo 0-2, 57' Aad Andriessen 1-2, 58' Danny Blind 2-2 |
| zo. 28 oktober 1984   | FC Volendam - FC Twente     | 1 - 1 (1 - 0) | 18' John Holshuijsen, 52' Martien Vreijsen 1-1 |
| wo. 31 oktober 1984   | FC Den Bosch - FC Twente    | 3 - 0 (2 - 0) | 38' Ruud Kaiser 1-0, 42' Ruud Kaiser 2-0, 67' Peter van der Waart 3-0 |
| zo. 4 november 1984   | FC Twente - PSV             | 0 - 0 (0 - 0) | |
| zo. 11 november 1984  | FC Twente - Excelsior       | 1 - 0 (1 - 0) | 14' Manuel Sánchez Torres 1-0 |
| za. 24 november 1984  | HFC Haarlem - FC Twente     | 1 - 2 (1 - 2) | 21' Evert Bleuming 0-1, 33' Manuel Sánchez Torres 0-2, 42' Frans Jansen 1-2 |
| zo. 2 december 1984   | FC Twente - PEC Zwolle      | 6 - 0 (3 - 0) | 17' Willy Carbo 1-0, 26' Martin Koopman (p) 2-0, 41' Manuel Sánchez Torres 3-0, 61' André van Benthem 4-0, 69' Jan Sørensen 5-0, 75' Willy Carbo 6-0                                                |
| zo. 9 december 1984   | FC Twente - NAC             | 2 - 0 (1 - 0) | 34' Martin Koopman 1-0, 59' Willy Carbo 2-0 |
| zo. 16 december 1984  | MVV - FC Twente             | 3 - 0 (1 - 0) | 41' Eric van der Luer 1-0, 77' Dick Nanninga 2-0, 87' Huub Driessen 3-0 |
| zo. 3 februari 1985   | FC Twente - AZ'67           | 2 - 2 (0 - 0) | 66' Pier Tol 0-1, 80' Martien Vreijsen 1-1, 81' Bert van der Poppe 1-2, 90' Martin Koopman 2-2 |
| zo. 3 maart 1985      | FC Twente - FC Den Bosch    | 0 - 0 (0 - 0) | |
| za. 9 maart 1985      | Go Ahead Eagles - FC Twente | 2 - 1 (0 - 1) | 17' Manuel Sánchez Torres 0-1, 50' René Smit 1-1, 87' Peter Brouwer 2-1 |
| zo. 17 maart 1985     | FC Twente - FC Groningen    | 1 - 2 (0 - 1) | 32' Jos Roossien 0-1, 60' Billy Ashcroft 1-1, 83' Rob McDonald 1-2 |
| zo. 24 maart 1985     | FC Utrecht - FC Twente      | 3 - 1 (0 - 1) | 27' Theo ten Caat 0-1, 60' Jan van den Akker (p) 1-1, 81' Edwin Godee 2-1, 90' Ben Rietveld 3-1 |
| zo. 31 maart 1985     | FC Twente - Feyenoord       | 2 - 2 (1 - 0) | 15' Theo ten Caat 1-0, 52' Peter Houtman 1-1, 72' Mario Been 1-2, 83' Martin Koopman (p) 2-2 |
| za. 6 april 1985      | Excelsior - FC Twente       | 1 - 2 (0 - 0) | 50' Nico Jalink 1-0, 76' Fred Rutten 1-1, 83' André van Benthem 1-2 |
| ma. 8 april 1985      | FC Twente - AFC Ajax        | 1 - 1 (0 - 1) | 12' Marco van Basten 0-1, 85' Bert-Jan Janssen 1-1 |
| zo. 14 april 1985     | Roda JC - FC Twente         | 5 - 1 (3 - 1) | 11' Martin van Geel 1-0, 28' Jimmy Calderwood 2-0, 33' Martin Koopman 2-1, 45' René Hofman 3-1, 69' René Hofman 4-1, 77' Martin van Geel 5-1                                                        |
| wo. 17 april 1985     | FC Twente - Sparta          | 1 - 6 (0 - 1) | 16' Ronald Lengkeek 0-1, 52' Louis van Gaal 0-2, 56' Robin Schmidt 0-3, 69' Ron van den Berg 0-4, 74' Louis van Gaal 0-5, 77' Leen van der Weel 0-6, 85' Billy Ashcroft 1-6                         |
| zo. 21 april 1985     | FC Twente - FC Volendam     | 3 - 0 (1 - 0) | 7' René Roord 1-0, 61' Martin Koopman (p) 2-0, 89' Martin Koopman (p) 3-0 |
| do. 25 april 1985     | PSV - FC Twente             | 2 - 2 (2 - 1) | 24' Hallvar Thoresen 1-0, 27' Glenn Hysén 2-0, 41' Willy Carbo 2-1, 51' Willy Carbo 2-2 |
| za. 27 april 1985     | Fortuna Sittard - FC Twente | 2 - 0         | 12' Arthur Hoyer 1-0, 90' Roger Reijners 2-0 |
| di. 7 mei 1985        | AFC Ajax - FC Twente        | 4 - 4 (3 - 2) | 11' Marco van Basten 1-0, 12' Willy Carbo 1-1, 21' Dick Schoenaker 2-1, 30' Ronald Koeman 3-1, 37' Jan Sørensen 3-2, 60' Willy Carbo 3-3, 78' Theo ten Caat 3-4, 84' Ronald Koeman 4-4              |
| zo. 19 mei 1985       | FC Twente - HFC Haarlem     | 3 - 1 (1 - 0) | 23' Theo ten Caat 1-0, 57' Marcel Liesdek 1-1, 78' Manuel Sánchez Torres 2-1, 85' Jan Sørensen 3-1                                                                                                  |
| za. 25 mei 1985       | PEC Zwolle - FC Twente      | 1 - 1 (1 - 1) | 19' Koos Waslander 1-0, 27' Theo ten Caat 1-1 |
| ma. 27 mei 1985       | NAC - FC Twente             | 2 - 1 (1 - 1) | 23' Theo ten Caat 0-1, 37' Peter Remie 1-1, 46' Guus van der Borgt 2-1 |
| 2 juni 1985           | FC Twente - MVV             | 3 - 1 (3 - 1) | 9' Willy Carbo 1-0, 17' Willy Carbo 2-0, 31' Pierre Vermeulen 2-1, 44' Billy Ashcroft 3-1 |

### KNVB Beker
| Datum                | Wedstrijd                 | Uitslag       | Scoreverloop |
| -------------------- | ------------------------- | ------------- | --- |
| za. 20 oktober 1984  | FC Twente - DS'79         | 4 - 0 (2 - 0) | 7' André van Benthem 1-0, 10' Willy Carbo 2-0, 59' Martien Vreijsen 3-0, 70' Willy Carbo 4-0 |
| zo. 18 november 1984 | FC Twente - De Graafschap | 8 - 0 (2 - 0) | 24' Manuel Sánchez Torres 1-0, 45' Manuel Sánchez Torres 1-0, 50' Willy Carbo 3-0, 56' Evert Bleuming 4-0, 62' Martien Vreijsen 5-0, 69' Martin Koopman 6-0, 77' Manuel Sánchez Torres 7-0, 84' Martin Koopman 8-0       |
| wo. 13 maart 1985    | FC Twente - FC Den Bosch  | 2 - 2 (1 - 2) | 7' Jos van Herpen 0-1, 16' Peter van der Waart 0-2, 34' Jan Sørensen 1-2, 86' Billy Ashcroft 2-2 |
| di. 19 maart 1985    | FC Den Bosch - FC Twente  | 6 - 3 (4 - 1) | 3' Hans Gillhaus 1-0, 5' Ton Pattinama 2-0, 8' Jan Sørensen 2-1, 35' Hans Gillhaus 3-1, 43' Ton Pattinama 4-1, 74' Evert Bleuming 4-2, 77' Johan Bijnen (ed) 4-3, 83' Peter van der Waart 5-3, 85' Roger Schouwenaar 6-3 |

Ajax ·
AZ '67 ·
FC Den Bosch '67 ·
Excelsior ·
Feyenoord ·
Fortuna Sittard ·
Go Ahead Eagles ·
FC Groningen ·
Haarlem ·
MVV ·
NAC ·
PEC Zwolle '82 ·
PSV ·
Roda JC ·
Sparta Rotterdam ·
FC Twente ·
FC Utrecht ·
Willem II